# Strazjnitsa
Strazjnitsa (ryska: Стражница) är ett vattendrag i Belarus.   Det ligger i voblasten Minsks voblast, i den nordöstra delen av landet, 110 km öster om huvudstaden Minsk.
I omgivningarna runt Strazjnitsa växer i huvudsak blandskog. Runt Strazjnitsa är det glesbefolkat, med 15 invånare per kvadratkilometer.